# 利物浦街車站
利物浦街車站，又稱倫敦利物浦街車站，是英國國鐵、倫敦地鐵、倫敦地上鐵和伊利沙伯線的鐵路轉乘站，位於英國倫敦市東北隅、倫敦軌道運輸第1收費區。以本站作為終點的鐵路線包括通往諾威治、較為繁忙的大東部主線及通往劍橋的西安格利亞主線（West Anglia Main Line）。此外，本站也提供來往東倫敦、雅息士郡及赫特福德郡的通勤列車服務咎和聯絡斯坦斯特德機場的機場快線。大盎格利亞來往本站和濱海紹森德的列車亦服務倫敦紹森德機場。本站為大倫敦第三繁忙的車站，僅次於滑鐵盧車站及維多利亞車站，2019/20年度約有6.6千萬出 / 入閘人次，也是英國鐵路網公司直接管理營運的20座車站之一。站名取自所在地的利物浦街，而該街是為了紀念前英國首相利物浦伯爵而名，是在其任期內作為倫敦市的延伸而建。

## 國家鐵路服務
利物浦街站國鐵列車的服務範圍包括諾福克郡（如諾威治、大雅茅斯）、薩福克郡（如伊普斯威奇、洛斯托夫特）、劍橋郡（如劍橋）、哈特福郡（如哈特福）、雅息士郡（如切爾姆斯福德、科爾切斯特）及倫敦東北部。雖然本站以利物浦街為名，實際上卻沒有提供倫敦與利物浦之間的列車服務，乘客必須利用尤斯頓車站才能前往利物浦。
本站幾乎所有國鐵列車服務都是由大盎格利亞鐵路提供，該公司在大東部主線及西安格利亞主線上經營慢車及郊區服務。此外，大盎格利亞每日提供直達哈維奇的列車，與當地開往荷蘭角港的渡輪連結。
c2c在週六08:00-23:30和週日09:00-23:00亦設有列車服務來往本站及舒伯里內斯，途經斯特拉福德、巴金、巴西爾登和濱海紹森德。

### 歷史

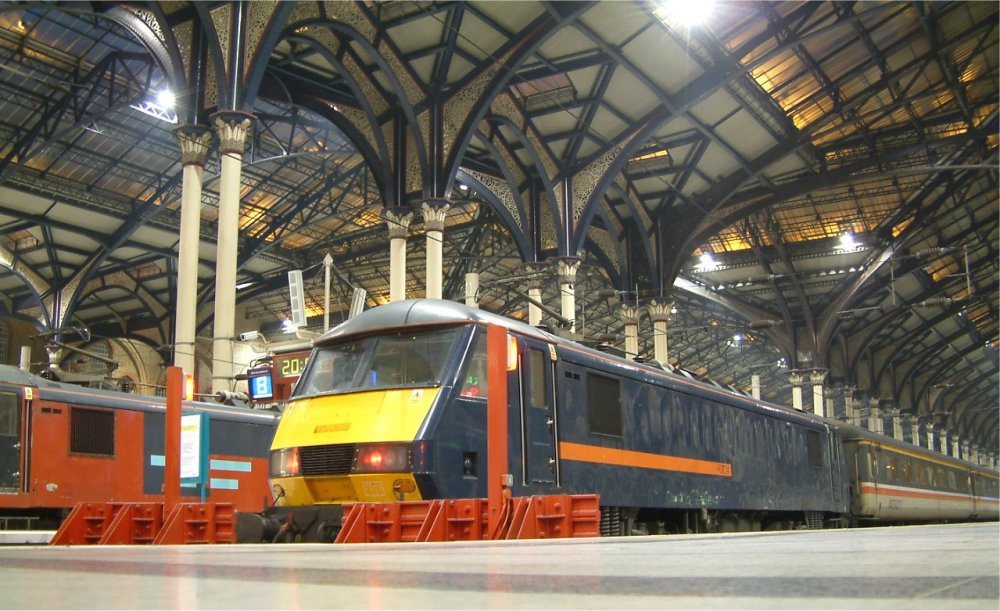
車站屋頂及一列Class 90型的電力機車

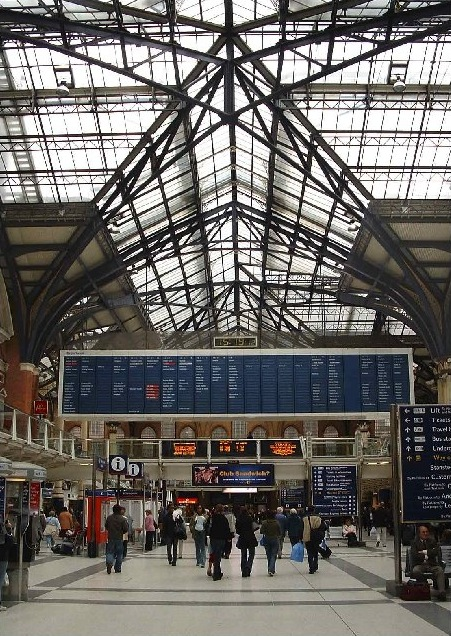
車站內部，圖中的翻轉型列車時刻表已於2007年被移除

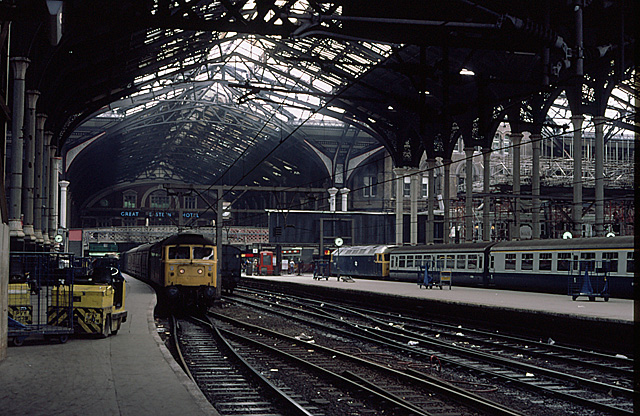
1984年的利物浦街站

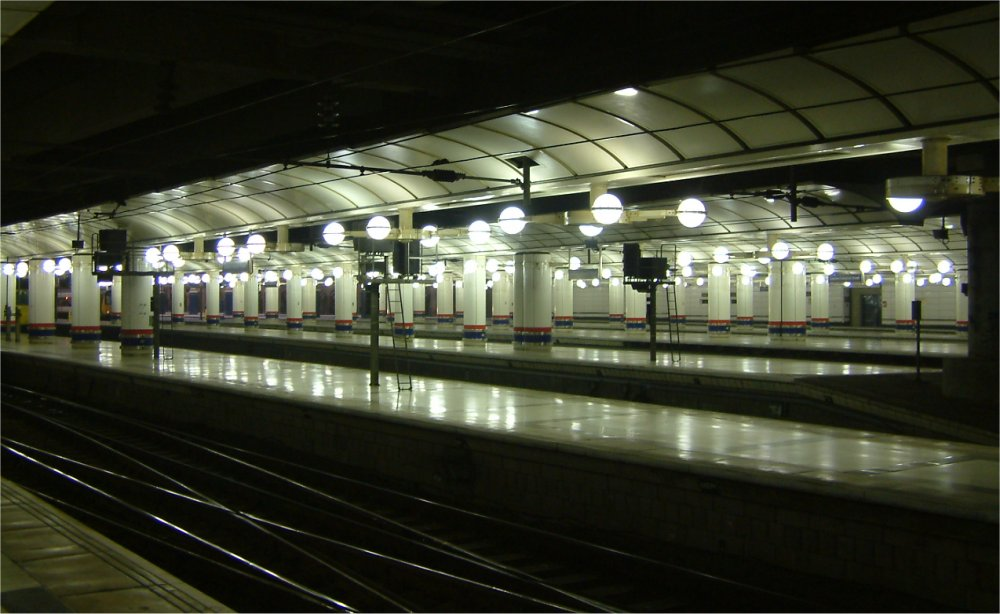
利物浦街站的新月台延伸

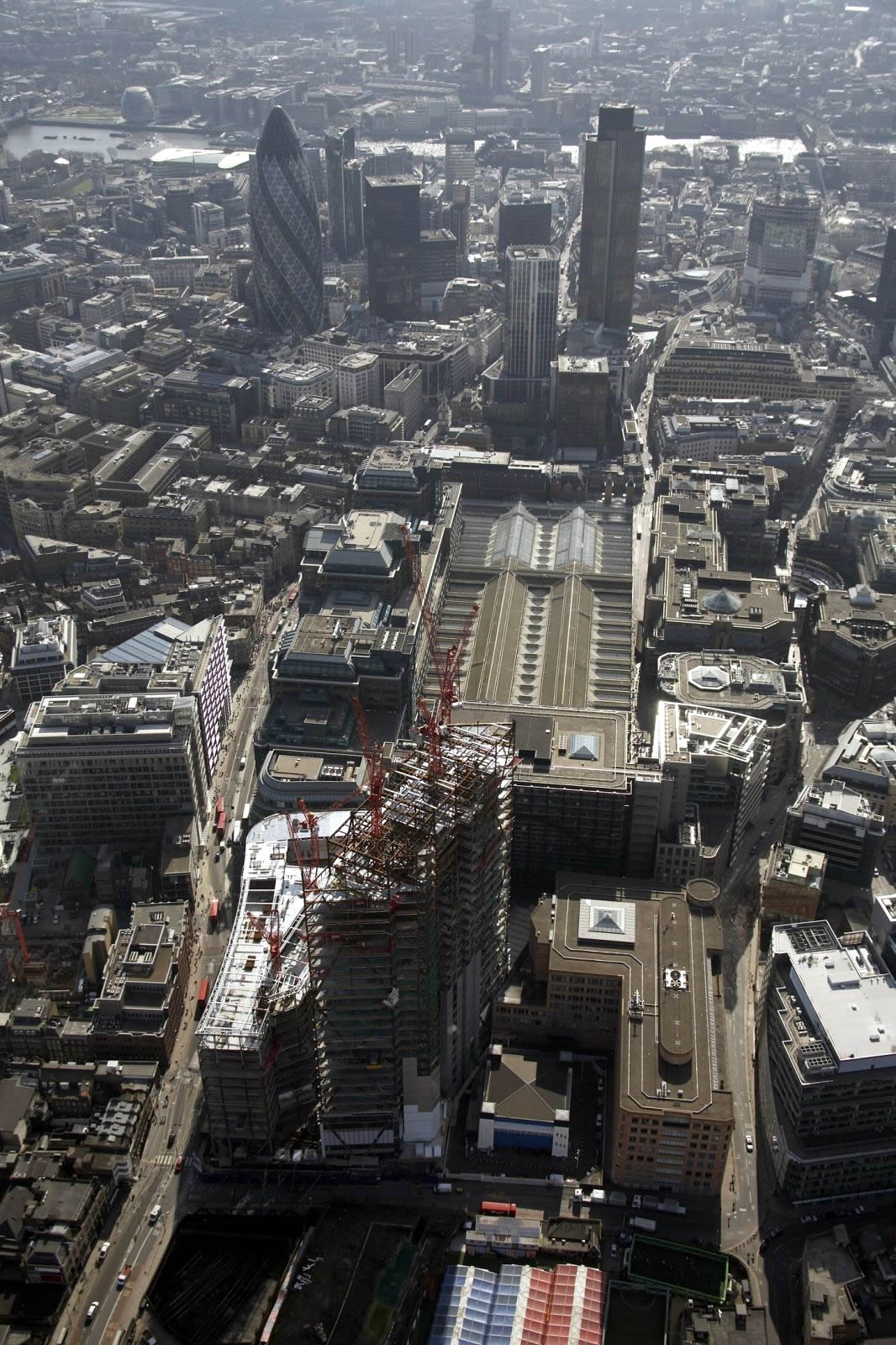
由利物浦街站北邊向南鳥瞰

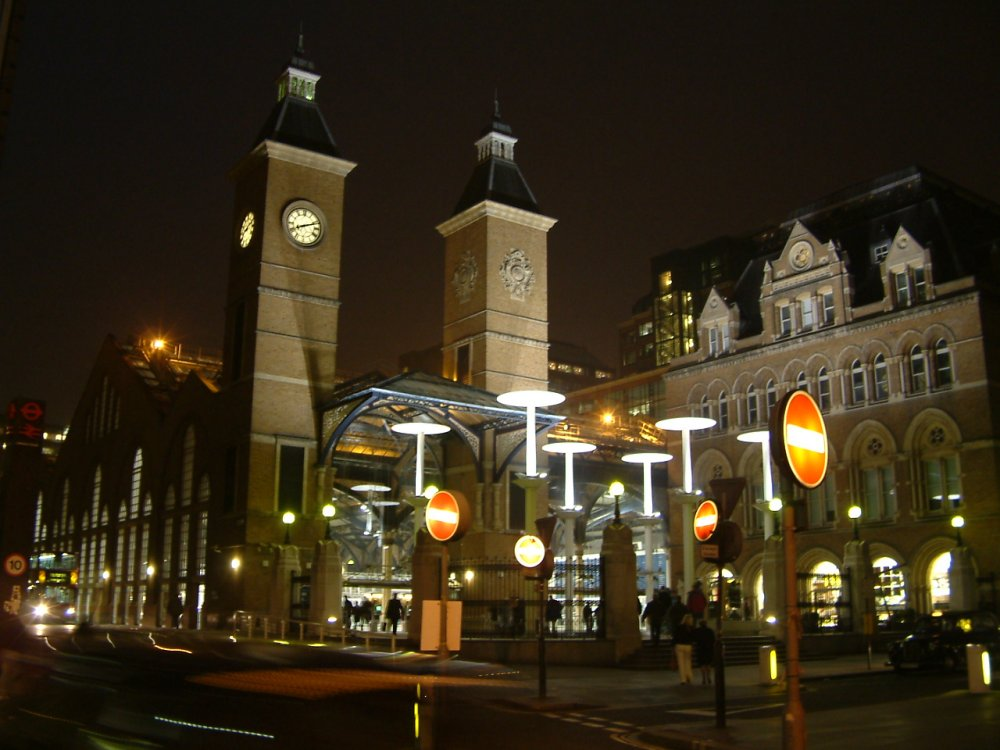
自利物浦街看利物浦街站

利物浦街站的設置，是由於鐵路公司急需在更靠近市區的地方新增鐵路終點站，以取代位於哈克尼區的主教門車站（Bishopsgate）。利物浦街站的位置正好是以前貝特萊姆皇家醫院（Bethlem Royal Hospital）的原址，該地由13世紀至17世紀均為其所有。車站由大東部鐵路的首席工程師愛德華·威爾遜設計，並由約翰·茂林建設公司（John Mowlem & Co.）建造。這項工程後來由於房地產、所有權方面的花費及因拆除計畫規模過大衍生的居民遷移問題而耗資甚鉅。另一方面，將大東部鐵路線及位於地下、甚少使用而很快就廢除的大都會鐵路連接起來的計畫，也意味著大東部的鐵路線必須從營運中的高架段驟然降至地下層，使進出車站的路軌形成相當大的坡度。連1870年代擔任鐵路公司董事長的索爾斯伯利侯爵也曾表示利物浦街延伸線是「鐵路連接工程史最大的錯誤之一」。本站到了1874年2月2日由大東部鐵路開放作為交通使用，1875年11月1日取代了主教門火車站（原先的終點站）並全面開始營運。主教門車站於1881年重新開放成為貨運車站，後在1964年12月5日毀於火災。該區現今重新發展，成為東倫敦線連結倫敦地上鐵的的延伸段。
利物浦街站一帶到了第一次世界大戰時成為德國空軍戈塔型轟炸機（Gotha bomber）的首波攻擊地區。在1917年5月的轟炸中，利物浦街站即遭受1000磅重的炸彈命中，造成162人死亡，而後在二戰期間降落在主教門地區的一枚炸彈也粉碎了利物浦街站的玻璃屋頂。
利物浦街站於1985年至1992年間進行了大規模的改造，包括通过增加主顶棚下所有站台的出入口高度，令其终止于同一处 ，还建造了一座位於地下的售票大廳；但是舊有的立面、維多利亞式鑄鐵製柱子及紀念死於一戰期間鐵路員工的碑均予以保留。利物浦街站的改造計畫則同時伴隨著附近寬街車站（Broad Street station）的關閉及寬門（Broadgate）一帶的發展。利物浦街站於1991年由伊麗莎白二世主持重新開幕的典禮，同時車站大廳內也安置了一座昂貴的行車時刻表显示装置，卻由於技術方面的問題，在正式啟用之後隔了很長一段時間才真正開始運作。該表曾是英國鐵路車站中碩果僅存的机械翻页式時刻表之一，也是其中最大的一個，已於2007年9月由電子顯示版取代。新的屋頂風格上與戰後倖存的車站西半部屋頂大致相同。原先的屋頂在此時漆成棕色，使用飽受煙燻的有机玻璃，而新的屋頂則採用藍色的清澈玻璃，使眾人易於分辨新舊。所有的月台現在一致對準一條終線，至少可容納12節列車。
利物浦街站与阿姆斯特丹中央车站于1993年12月2日成為姊妹車站，在车站大厅靠近地铁站入口处有一块纪念这次事件的匾额。

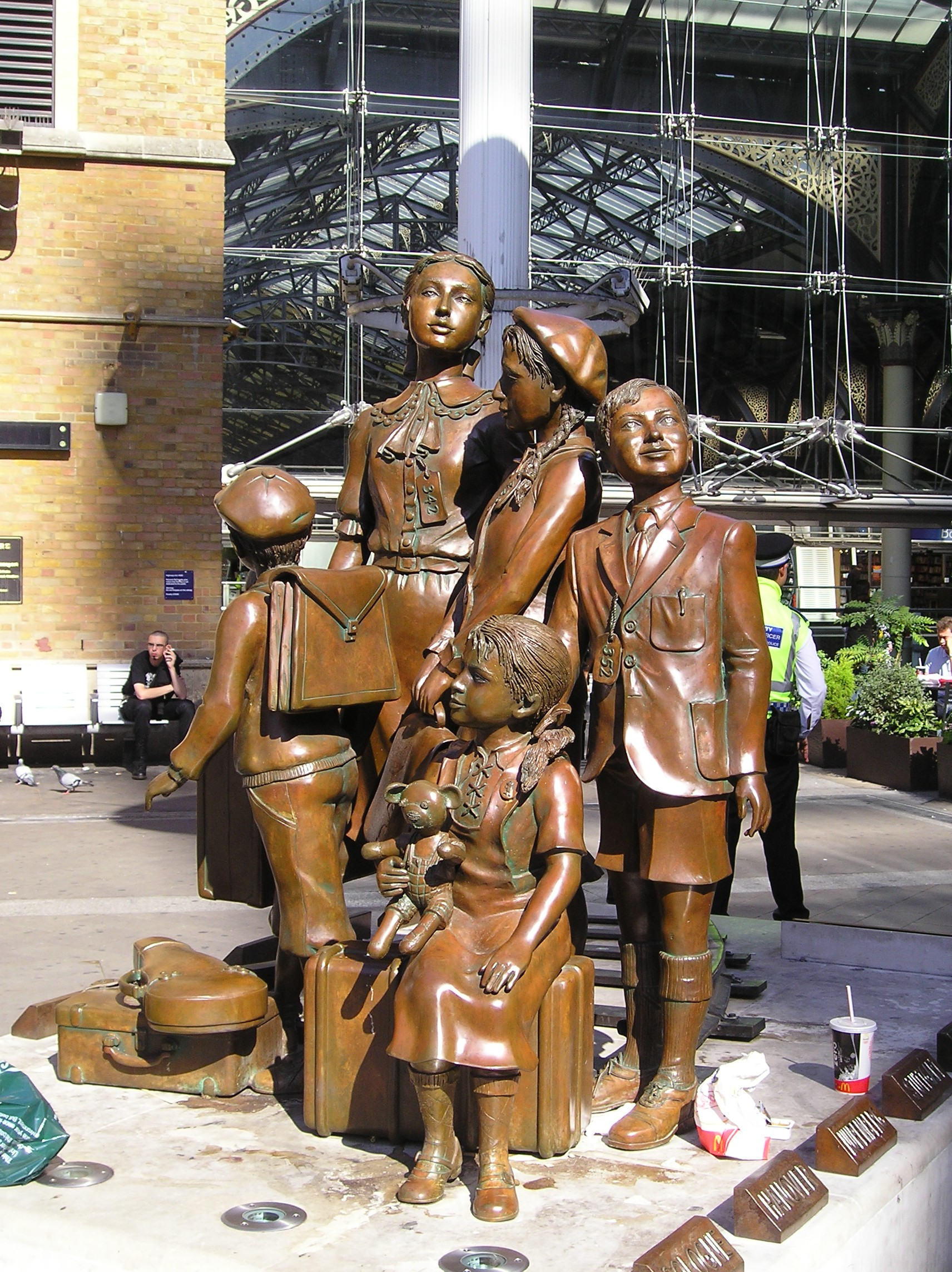
利物浦街站外的猶太兒童雕像，紀念他們在二戰時透過「儿童撤离」行動從德國進入英國。

许多犹太裔德國儿童在1930年代末透過「儿童撤离」離開德國避難，當中有許多人到达利物浦街站。艺术家Flor Kent为这次行动创作的Für Das Kind Kindertransport纪念雕塑于2003年9月安装在车站中。这个纪念雕塑包括一个特制的展示当时物品的玻璃箱和一个女孩的青铜雕塑，这个女孩是尼古拉斯·温顿爵士当时所救助的一个犹太孩子的直系后代。温顿爵士本人亲自到场为纪念雕塑揭幕。不过由于车站内不便维护，雕塑之后被转移到了帝国战争博物馆。除此之外，以色列知名雕塑家弗兰克·梅斯勒也是透過這場行動離開德國、從利物浦街站進入英國的兒童。他替本站、柏林的腓特烈大街車站和波蘭格但斯克的火車總站均設計了紀念雕像。

### 重大事件
- 1993年4月，臨時愛爾蘭共和軍（Provisional Irish Republican Army；Provisional IRA）在車站200公尺外發動炸彈攻擊，對本站造成些許損傷。
- 1997年4月17日，一个叫做Mansun的英国乐队成员从车站上层大厅抛出了2万5千英镑到下层的地铁乘客当中，并使用了隐藏相机拍摄这些乘客当时的反应，作为他们的EP“Taxloss”的宣传视频。这段视频由Roman Coppola拍摄，意图以乘客们匆忙抢夺现金所导致的混乱来突出人性的贪婪。
- 2009年1月15日早上11時，350人響應手機運營商T-Mobile「Life for Sharing」的廣告，在利物浦街站大廳群舞約3分鐘[11][12]

### 伊利沙伯線
2013年，倫敦橫貫鐵路的挖掘工程中，工程人員於本站地下幾英尺處發現了一個 2 英畝（0.81 公頃）的大型墓地，其歷史可追溯至 17 世紀。考古學家發現墓地有數百人的骸骨，並認為埋葬的人種類繁多，包括瘟疫受害者、囚犯和無人認領的屍體。此外，一枚被認為用作亮片或吊墜的16世紀金幣亦同時出土。2015年初，考古團隊開始對墓葬進行全面挖掘，並發現大約 3,000 個墓葬。
2015年，以地鐵模式運作、來往本站和仙菲爾德的既有列車服務營運方由大盎格利亞轉移至倫敦交通局，成為倫敦交通局鐵路。同年，來往本站和恩菲爾德鎮 / 切森特 （經七姊妹）/ 清福德的李河谷線列車服務營運方亦轉移至倫敦地上鐵。
2017年6月22日，只有七卡車廂的英國鐵路345型電聯車列車開始於利物浦街（國鐵站）和仙菲爾德間服務。
橫貫鐵路於本站和沼澤門站間的地底建造了伊利沙伯線月台。該月台隨著伊利沙伯線中段（帕丁頓 — 修道院森林）通車於2022年5月24日啟用，並成為兩站間的閘內通道。
2022年11月6日，伊利沙伯線利物浦街（國鐵站）— 仙菲爾德的列車服務變更為帕丁頓 — 仙菲爾德。因此除了清晨及深夜的少數列車外，伊利沙伯線列車不再使用位於地面的國鐵站月台。
截至2022年11月，本站的國鐵服務為：
| 營運方                        | 路線           | 目的地                    | 中途站 | 列車車型                                 | 班次（每小時） | 備註                            |
| ----------------------------- | -------------- | ------------------------- | --- | ---------------------------------------- | -------------- | ------------------------------- |
| 伊利沙伯線                    | 橫貫鐵路       | 希斯羅機場5號 / 4號航站樓 | 法靈頓 - 宮路 – 龐德街 - 帕丁頓 – 阿克頓主線 – 伊靈大道 – 西伊靈 – 漢威爾 – – 海斯及哈靈頓 – 希斯羅機場2及3號航站樓                                                                          | 英國鐵路345型電聯車                      | 4班            | 列車交替以5號 / 4號航站樓為總站 |
| 伊利沙伯線                    | 橫貫鐵路       | 雷丁                      | 法靈頓 - 宮路 – 龐德街 - 帕丁頓 – 阿克頓主線 – 伊靈大道 – – 海斯及哈靈頓 – 西德雷頓 – 艾弗 – 蘭利 – 斯勞 – 柏南 – 塔普洛 – 梅登黑德 – 特懷福德                                               | 英國鐵路345型電聯車                      | 2班            |                                 |
| 伊利沙伯線                    | 橫貫鐵路       | 梅登黑德                  | 法靈頓 - 宮路 – 龐德街 - 帕丁頓 – 阿克頓主線 – 伊靈大道 – – 海斯及哈靈頓 – 西德雷頓 – 艾弗 – 蘭利 – 斯勞 – 柏南 – 塔普洛                                                                     | 英國鐵路345型電聯車                      | 2班            |                                 |
| 伊利沙伯線                    | 橫貫鐵路       | 帕丁頓                    | 法靈頓 - 宮路 – 龐德街 | 英國鐵路345型電聯車                      | 8班            |                                 |
| 伊利沙伯線                    | 橫貫鐵路       | 修道院森林                | 白教堂 - 金絲雀碼頭 - 海關樓 - 伍利奇 | 英國鐵路345型電聯車                      | 8班            |                                 |
| 伊利沙伯線                    | 橫貫鐵路       | 仙菲爾德                  | 白教堂 - 斯特拉特福德 - 馬利蘭 - 森林門 - 曼諾公園 - 伊爾福德 - 七國王 - 古德美 - 查德韋爾希思 - 羅姆福德 - 紀德公園 - 哈羅德伍德 - 布倫特伍德                                               | 英國鐵路345型電聯車                      | 8班            |                                 |
| 大東部主線                    | 大盎格利亞     | 紹森德維多利亞            | 斯特拉福德 – 仙菲爾德 – 比勒里基 – 威克福德 – 瑞利 – 霍克利 – 羅奇福德 – 紹森德機場 – 普利特韋爾                                                                                             | 英國鐵路321型電聯車、英國鐵路720型電聯車 | 3班            | 1班增停羅姆福德                 |
| 大東部主線                    | 大盎格利亞     | 諾維奇                    | 科爾切斯特 – 曼寧特里 – 伊普斯威奇 – 迪斯 | 英國鐵路745型電聯車                      | 1班            |                                 |
| 大東部主線                    | 大盎格利亞     | 諾維奇                    | 斯特拉福德 – 切爾姆斯福德 – 科爾切斯特 – 曼寧特里 – 伊普斯威奇 – 斯托馬基特 – 迪斯 | 英國鐵路745型電聯車                      | 1班            |                                 |
| 大東部主線                    | 大盎格利亞     | 伊普斯威奇                | 斯特拉福德 – 仙菲爾德 – 切爾姆斯福德 – 哈特菲爾德佩弗雷爾 – 威特姆 – Kelvedon – 馬克斯鐵伊 – 科爾切斯特 – 曼寧特里                                                                           | 英國鐵路321型電聯車                      | 1班            |                                 |
| 大東部主線                    | 大盎格利亞     | 濱海克拉克頓              | 斯特拉福德 – 仙菲爾德 – 因蓋特斯通 – 切爾姆斯福德 – 威特姆 – 科爾切斯特 – 威文霍 – Thorpe-le-Soken                                                                                           | 英國鐵路321、720型電聯車                 | 1班            |                                 |
| 大東部主線                    | 大盎格利亞     | 科爾切斯特鎮              | 斯特拉福德 – 羅姆福德 – 仙菲爾德 – 因蓋特斯通 – 切爾姆斯福德 – 威特姆 – Kelvedon – 馬克斯鐵伊 – 科爾切斯特                                                                                   | 英國鐵路321、720型電聯車                 | 1班            |                                 |
| 大東部主線                    | 大盎格利亞     | 布倫特里                  | 斯特拉福德 – 仙菲爾德 – 因蓋特斯通 – 切爾姆斯福德 – 威特姆 – 白諾特利 – Cressing – 布倫特里自由港                                                                                            | 英國鐵路321、720型電聯車                 | 1班            |                                 |
| 倫敦地上鐵                    | 西盎格利亞主線 | 清福德                    | 貝斯納爾綠地 - 哈克尼唐斯 - 克拉普頓 - 聖詹姆斯街 - 沃爾瑟姆斯托中央 - 伍德街 - 海伊漢姆斯公園                                                                                               | 英國鐵路710型電聯車                      | 4班            |                                 |
| 倫敦地上鐵                    | 西盎格利亞主線 | 切森特                    | 貝斯納爾綠地 - 劍橋荒原 - 倫敦場 - 哈克尼唐斯 - 雷克托利路 - 斯托克紐因頓 - 史丹佛山 - 七姊妹 - 布魯斯高夫 - 白鹿巷 - 銀街 - 埃德蒙頓綠地 - 南伯里 - 土耳其街 - 斯奧巴爾德斯高夫             | 英國鐵路710型電聯車                      | 2班            |                                 |
| 倫敦地上鐵                    | 西盎格利亞主線 | 恩菲爾德鎮                | 貝斯納爾綠地 - 劍橋荒原 - 倫敦場 - 哈克尼唐斯 - 雷克托利路 - 斯托克紐因頓 - 史丹佛山 - 七姊妹 - 布魯斯高夫 - 白鹿巷 - 銀街 - 埃德蒙頓綠地 - 布什山公園                                       | 英國鐵路710型電聯車                      | 2班            |                                 |
| 大盎格利亞 / 史坦斯特機場快線 | 西盎格利亞主線 | 史坦斯特機場              | 谷 – 畢曉普斯托福德 | 英國鐵路745型電聯車                      | 2班            |                                 |
| 大盎格利亞 / 史坦斯特機場快線 | 西盎格利亞主線 | 史坦斯特機場              | 谷 – 哈洛鎮 | 英國鐵路745型電聯車                      | 2班            | 1班增停史坦斯特Mountfitchet     |
| 大盎格利亞                    | 西盎格利亞主線 | 哈特福東                  | 哈克尼唐斯 – 谷 – 旁得斯端 – 布林斯頓 – 恩飛洛克 – 沃爾瑟姆克羅斯 – 切森特 – 布羅克斯本 – 黑麥屋 – 聖瑪格麗特 – 威爾                                                                         | 英國鐵路317型電聯車                      | 2班            |                                 |
| 大盎格利亞                    | 西盎格利亞主線 | 劍橋北                    | 谷 - 切森特 – 布羅克斯本 – 哈洛鎮 – 梳布里奇沃夫 – 畢曉普斯托福德 – 奧德利端 – 威圖斯福德泊車道 - 劍橋                                                                                       | 英國鐵路317型電聯車、英國鐵路379型電聯車 | 1班            |                                 |
| 大盎格利亞                    | 西盎格利亞主線 | 劍橋北                    | 谷 - 切森特 – 布羅克斯本 – 羅伊登 – 哈洛鎮 – 哈洛磨坊 – 梳布里奇沃夫 – 畢曉普斯托福德 – 史坦斯特芒特費切特 – 埃爾森納姆 – 新港 – 奧德利端 – 大切斯特福德 – 威圖斯福德泊車道– 謝爾福德 – 劍橋 | 英國鐵路317、379型電聯車                 | 1班            |                                 |

## 利物浦街地鐵站
利物浦街地鐵站（英語：Liverpool Street tube station）是倫敦地鐵第五繁忙的車站，有4條路線通過，其中環線、大都會線、漢默史密斯及城市線使用淺層月台（1875年7月12日由大都會鐵路以主教門的站名啟用）。大都會鐵路自1875年2月1日起使用大東部鐵路的主線月台，但這條直達的聯絡軌道只存在一段時間。本站自1909年11月1日起更名為利物浦街。一座西向的港灣式月台在當時作為大都會線的終點，部份行經艾奇韋爾路站（Edgware Road）的區域線列車偶爾也會使用。該月台現今已廢棄，不過仍然可以看得見。深層的中央線月台於1912年7月28日啟用，成為倫敦中央鐵路的東端終點站，直到1946年12月4日中央線東延為止。
在本站的月台中，只有環線的順時針方向／東行月台是輪椅可以抵達的。若要前往漢默史密斯、厄士橋方向的輪椅使用者必須搭乘東抵奧德門或白教堂的列車，再於列車上等待，直到其開始向西行駛。若是自奧德門／柏京前來的旅客，則必須繼續坐車至國王十字聖潘克拉斯站再換方向。本站以東至哩尾站的中央線某些車站也是可供輪椅使用的。
2022年5月24日，本站伊利沙伯線月台啟用。倫敦地鐵乘客除了可以經閘內通道前往伊利沙伯線月台外，也可經該月台前往沼澤門站，轉乘北線或大北方的國鐵列車服務。

### 重大事件
2005年7月7日，倫敦七七爆炸案其中一名犯人搭乘環線列車，在利物浦街站與奧德門站中間引爆，造成7人死亡。

### 月台配置
| 淺層 月台 | 側式月台（外軌），左側開門 | 側式月台（外軌），左側開門 |
| 淺層 月台 | 1號月台                    | → 環線 往汉默史密斯方向（沼澤門站）→ 漢默史密斯及城市線 往汉默史密斯方向（沼澤門站）→ 大都會線 往阿克斯橋／阿默舍姆／切舍姆／沃特福德方向（沼澤門站）→ |
| 淺層 月台 | 2號月台                    | ← 環線 往艾奇韋爾路方向（奧德門站） ← 漢默史密斯及城市線 往柏京方向（奧德門東站） ← 大都會線 往奧德門方向（奧德門站）                                  |
| 淺層 月台 | 側式月台（內軌），左側開門 | |
| 深層 月台 | 4號月台                    | → 中央線 往艾平／海諾特／伍特福方向（貝夫諾綠地站）→                                                                                                   |
| 深層 月台 | 島式月台，右側開門         | |
| 深層 月台 | 5號月台                    | ← 中央線 往伊靈大道／西雷士廉方向（銀行） |

## 相鄰車站
2023年5月伊利沙伯線營運模式

## 外部連結

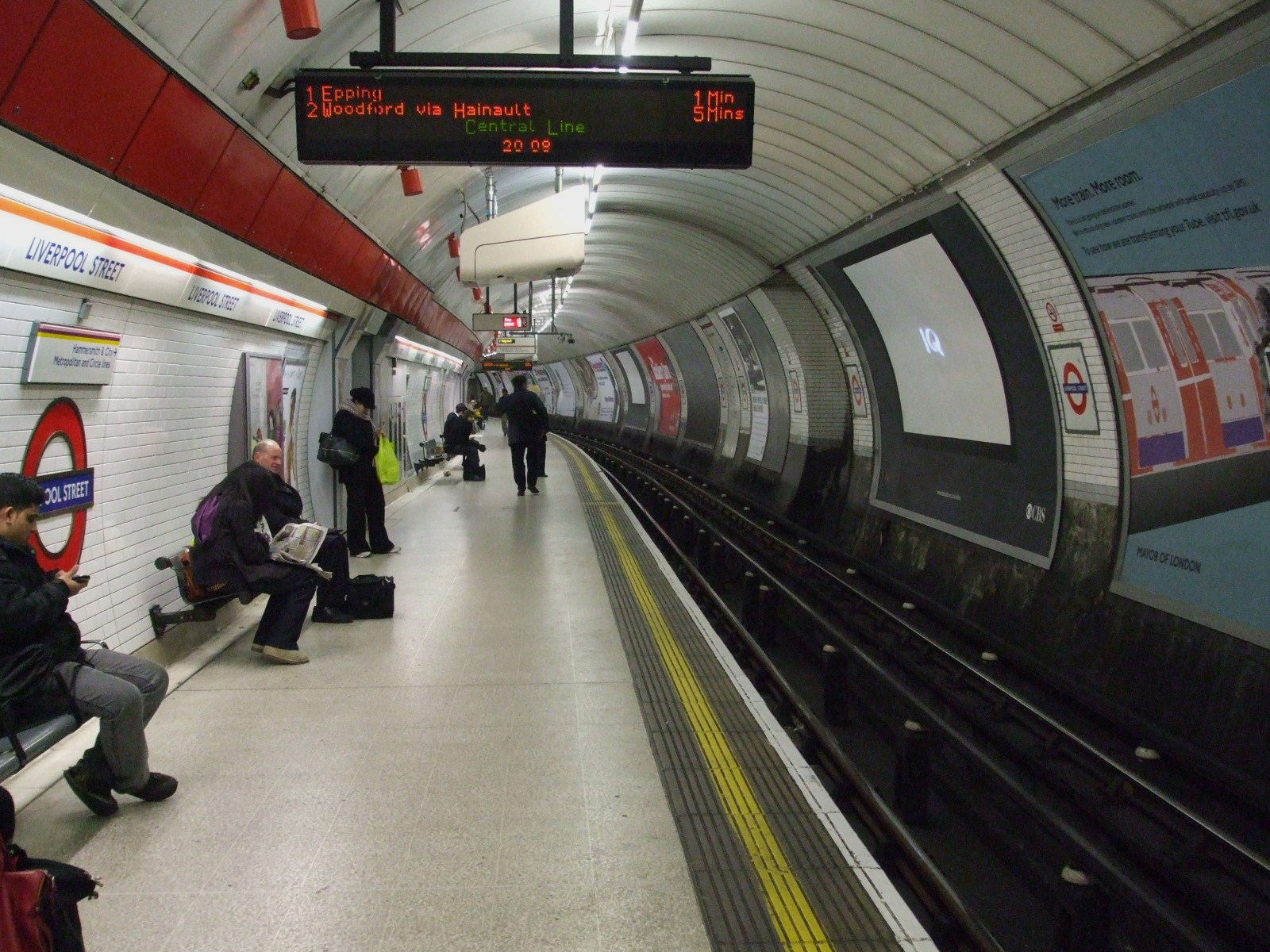
向西看中央線東行月台

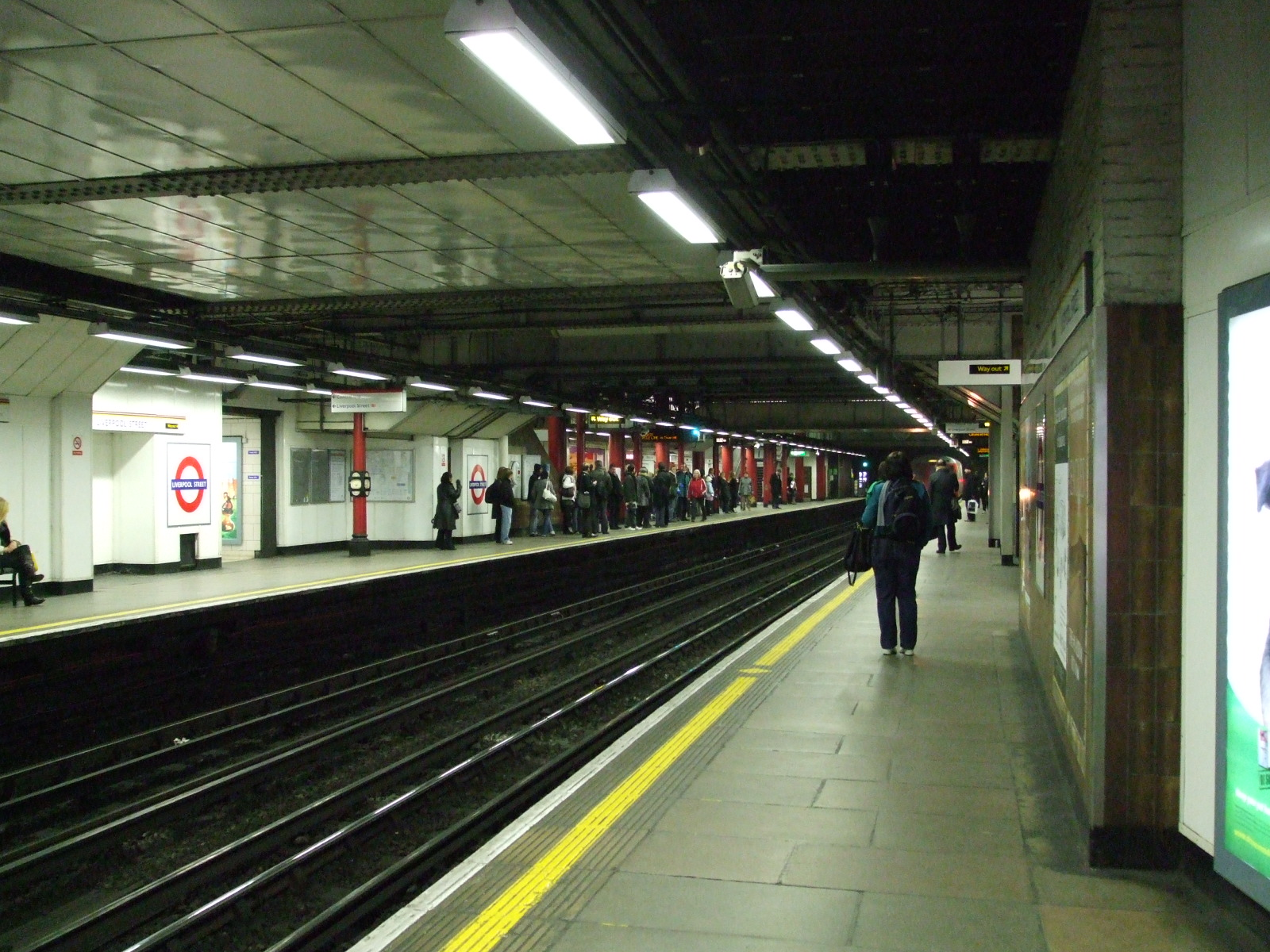
環線、大都會線、漢默史密斯及城市線月台（順時鐘方向）

- Station information （页面存档备份，存于） on Liverpool Street station from Network Rail
- Old Liverpool Street （页面存档备份，存于） Tribute to the old decor.
- Liverpool Street 1977 （页面存档备份，存于） photos from 1977
- BBC Panorama programme featuring Liverpool Street station （页面存档备份，存于）
- Daily Telegraph article about the furor following the "Dirty War" documentary featuring Liverpool St. （页面存档备份，存于）
- David Blunkett condemns docudrama Archive.today的存檔，存档日期2013-01-14
- London Landscape TV episode (7 mins) about Liverpool Street station
- Alternative view of the Circle, Hammersmith & City and Metropolitan line platforms （页面存档备份，存于）